# Чикаго Стэдиум
Чикаго Стэдиум (англ. Chicago Stadium) — многофункциональная спортивная крытая арена в Чикаго, штат Иллинойс, открытая в 1929 году. В 1994 году закрыта и снесена в 1995 году. На арене свои матчи проводила команда НХЛ «Чикаго Блэкхокс» и НБА «Чикаго Буллз».

## История
Стадион принимал матчи «Чикаго Блэкхокс» с 1929 по 1994 год и «Чикаго Буллз» с 1967 по 1994 год. Арена принимала первую игру плей-офф НФЛ в 1932 году; съезды Демократической партии 1932, 1940 и 1944 годов; и Республиканской партии 1932 и 1944 годов. Также многочисленные концерты, соревнования по родео, боксерские поединки, политические митинги и спектакли.

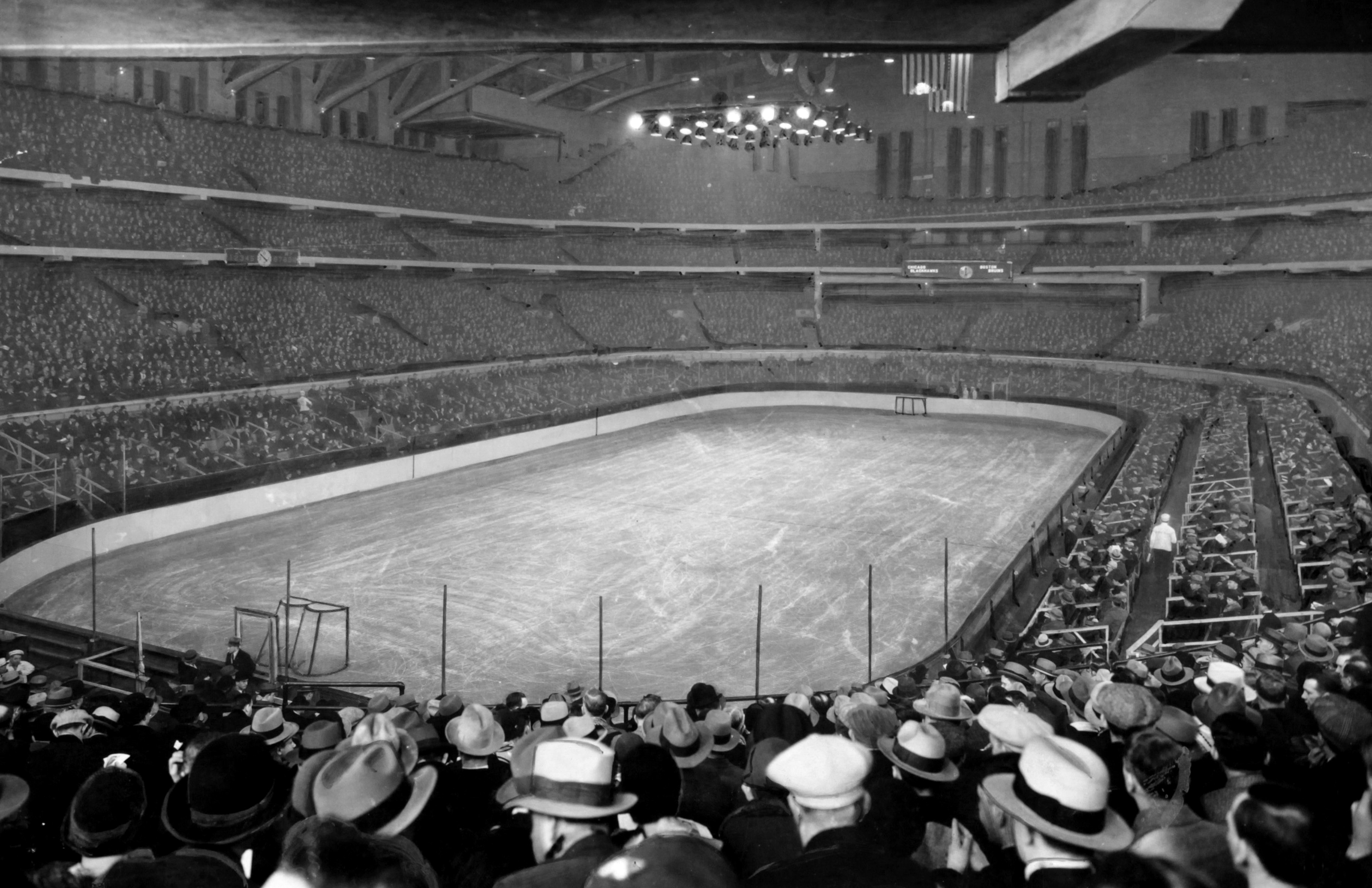
Интерьер стадиона в Чикаго в феврале 1930 года, перед игрой «Блэкхокс» против «Бостон Брюинз».

Идею построить стадион впервые предложил чикагский спортивный промоутер Пэдди Хэрмон. Хэрмон хотел перевезти команду НХЛ в Чикаго, но уступил эту возможность полковнику Фредерику Маклафину. Команда получила название «Чикаго Блэкхокс». Желая иметь влияние на команду, Херман строит стадион для «Блэкхокс». Он тратит 2,5 миллиона долларов собственных средств, остальные деньги одалживая у друзей.
Стадион был открыт 28 марта 1929 года, общие затраты на его постройку составили 9,5 миллионов долларов. «Чикаго Стэдиум» в то время был самой большой крытой ареной в мире. Построенный по примеру «Детройт-Олимпиа» в Детройте, «Чикаго Стэдиум» вмещал больше него. Кроме того, «Чикаго Стэдиум» был первой ареной с системой кондиционирования воздуха. По нынешним меркам она была довольно несовременной: из-за особенностей ее работы арена заполнялась туманом во время баскетбольных и хоккейных матчей в конце сезона.
На момент закрытия стадион мог вместить в себя более 17 тысяч зрителей на хоккейных матчах, хотя с учетом стоячих мест этот показатель был выше. Официальные данные в протоколах о посещаемости часто округлялись, например, 18 500 или 20 000 человек. Самое большое  число зрителей на матче НХЛ официально составило 20 069 человек, столько людей посетило игру плей-офф между «Блэкхокс» и «Миннесота Норт Старз» 10 апреля 1982 года.
Арена открылась боксёрским поединком, затем там проходили различные спортивные мероприятия: гонки на сверхмалых автомобилях, родео, политические съезды, концерты, водные шоу, скачки, цирки, футбольные матчи и церковные службы. Чемпионаты по хоккею, баскетболу и футболу шли внутри арены, когда погода не позволяла проводить их на открытом воздухе.

### Количество сидячих мест
| Годы                | Вместимость |
| ------------------- | ----------- |
| 1929–1958           | 17,000      |
| 1958–1986           | 17,374      |
| 1986–1989           | 17,458      |
| 1989–1994           | 17,339      |
| Со стоячими местами | 18,676      |

| Годы                | Вместимость |
| ------------------- | ----------- |
| 1929–1952           | 16,000      |
| 1952–1984           | 16,666      |
| 1984–1994           | 17,317      |
| Со стоячими местами | 18,472      |

## Снос

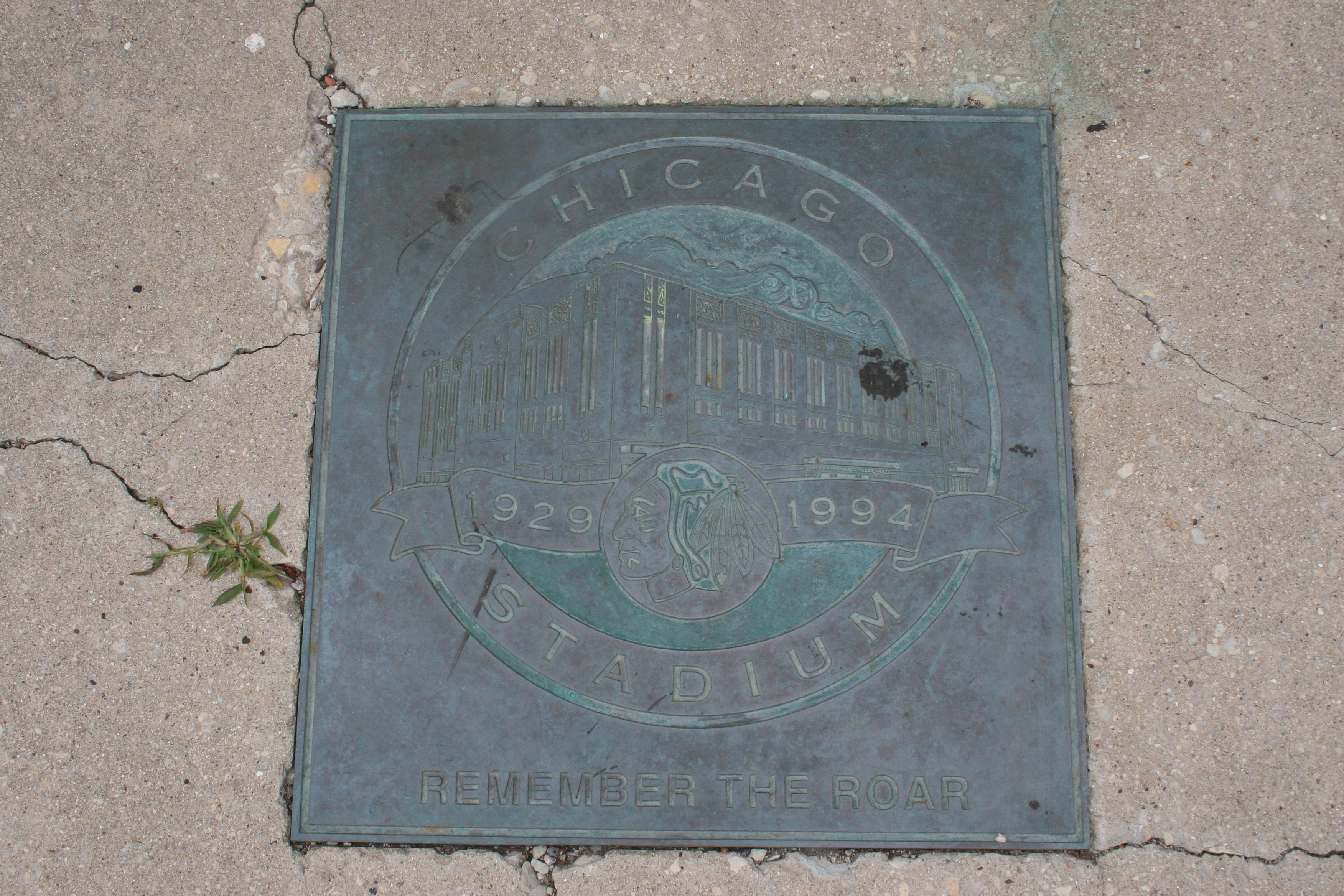
Памятная доска на тротуаре на северной стороне Мэдисон-стрит. «Помни Рёв»

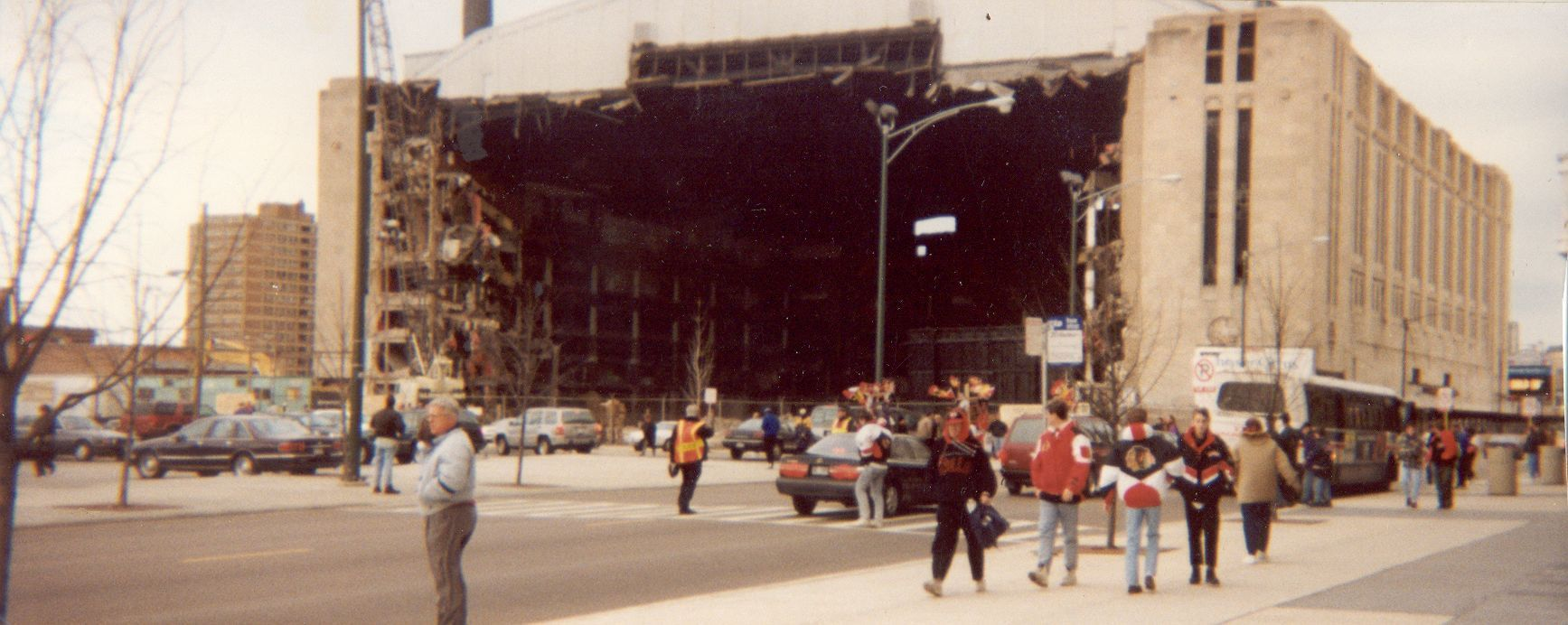
Чикагский стадион в процессе сноса, март 1995 года

После того, как «Блэкхокс» и «Буллз» переехали в «Юнайтед-центр», «Чикаго Стэдиум» был снесен в 1995 году. Сейчас на его месте находится парковка. Телекомпания CNN транслировала снос арены. Фанаты «Блэкхокс» и «Буллз» плакали во время сноса стадиона. Акустика «Юнайтед-центра» проектировалась так, чтобы воссоздать шум болельщиков «Рёв» («The Roar»), которым был знаменит Чикаго Стэдиум.

## Знаменитые события

### Баскетбол
- 1973, 1988 : Чикаго был городом-организатором Матча всех звезд НБА.
- 1987: Майкл Джордан из «Чикаго Буллз» набрал 61 очко 17 апреля и стал единственным игроком НБА, кроме Уилта Чемберлена, набравшим 3000 очков за один сезон.
- 1992: Мужской баскетбольный турнир Great Midwest Conference.
- 1992: «Чикаго Буллз» выиграли второй из трех подряд титулов НБА в шестой игре финала НБА. Это был единственный раз, когда «Буллз» закончили победой финальную серию на своей площадке, хотя они дважды побеждали на новом стадионе «Юнайтед-центр» (в 1996 году и снова в 1997 году ).
- 1994: Финальная домашняя игра «Буллз» на стадионе «Чикаго» была сыграна 20 мая, когда «Буллз» победили «Нью-Йорк Никс» со счетом 93:79 в 6-й игре полуфинала Восточной конференции (команда проиграла 7-ю игру на Мэдисон-Сквер-Гарден в Нью-Йорке).
- 1994: Заключительным мероприятием на стадионе Чикаго стал благотворительный баскетбольный матч Скотти Пиппена Ameritech Classic, который был организован в рамках программы Push-Excel преподобного Джесси Джексона и состоялся 9 сентября 1994 года. Майкл Джордан, несмотря на то, что в то время он приостановил карьеру (он вернется в баскетбол семь месяцев спустя), участвовал и набрал 52 очка, что привело «команду белых»к победе со счетом 187:150 над «командой красных»с Пиппеном в составе. В конце игры Джордан встал на колени и поцеловал логотип «Чикаго Буллз» в центре арены.

### Хоккей
- 1934: «Блэкхокс» выигрывают Кубок Стэнли на домашнем льду, победив «Детройт Ред Уингз» со счетом 1:0 во втором овертайме четвертой игры финала Кубка Стэнли.
- 1938: «Блэкхокс» выигрывают Кубок Стэнли на домашнем льду, победив «Торонто Мэйпл Лифс» со счетом 4:1 в четвертой игре финала Кубка Стэнли. Это была последняя победа «Блэкхокс» в Кубке Стэнли на стадионе в Чикаго.
- 1961: Бобби Халл дважды забил гол в первой игре финала Кубка Стэнли, победив «Чикаго Блэкхокс» со счетом 3:2 над «Детройт Ред Уингз» . «Блэкхокс» выиграли Кубок Стэнли на стадионе «Олимпиа Стадиум» в Детройте, выиграв серию со счетом 4–2. Позже команда выходила в финал еще пять раз ( 1962, 1965, 1971, 1973 и 1992 ), но во всех этих сериях проигрывала.
- 1961, 1974 и 1991: Стадион принимал Матч всех звёзд НХЛ.
- 1992: Последняя игра финала Кубка Стэнли на стадионе в Чикаго состоялась 1 июня. «Питтсбург Пингвинз» выиграли 4-ю игру со счетом 6:5 и серию со счетом 4:0, выиграв свой второй Кубок Стэнли подряд.
- 1994: Финальный хоккейный матч на стадионе Чикаго состоялся 28 апреля. «Блэкхокс» проиграли «Торонто Мэйпл Лифс» со счетом 1:0, выбив их из первого раунда плей-офф Кубка Стэнли 1994 года. Единственный гол в игре и последний забитый гол забил Майк Гартнер в первом периоде.